# Rotationsverdampfer

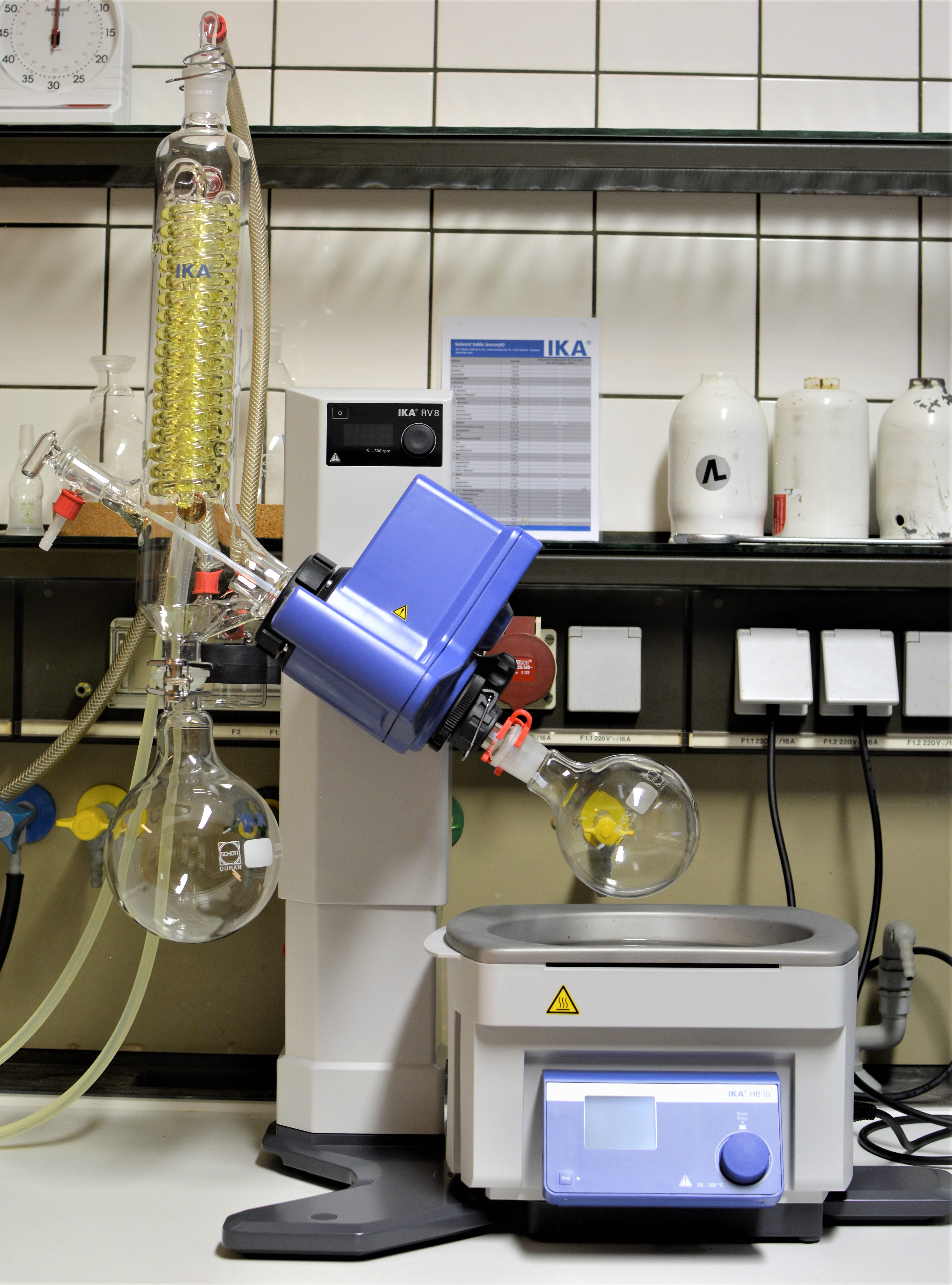
Rotationsverdampfer

Ein Rotationsverdampfer ist ein Laborgerät, das man im chemischen Labor zum Einengen (Konzentrieren) von Lösungen, also zum Verdampfen des Lösungsmittels, verwendet. Er wurde Anfang der 1950er-Jahre von Lyman C. Craig und Kollegen entwickelt. 1957 wurde der erste kommerzielle Rotationsverdampfer von der Schweizer Firma Büchi Labortechnik hergestellt und bis heute unter dem Handelsnamen Rotavapor vertrieben. Heute gehört der Rotationsverdampfer zu den Standardgeräten im chemischen Labor.
Daneben dienen in der Molekularküche Rotationsverdampfer als innovative Geräte der Speisenzubereitung.

## Aufbau

Aufbau eines Rotationsverdampfers: 1 Einleitrohr, 2 Vakuumanschluss, 3 Kühler, 4 elektrische Hebe- und Schwenkvorrichtung, 5 Antrieb, 6 Dampfdurchführungsrohr, 7 Verdampferkolben, 8 temperierbares Wasserbad, 9 Auffangkolben

Ein Rotationsverdampfer besteht aus einem Heizbad, einem Dampfrohr mit Normschliff, an dessen unterem Ende der Verdampferkolben befestigt wird, einem Kühler mit Vakuumansatz und einem Auffangkolben. Das drehbar gelagerte Dampfrohr wird an seinem oberen Ende durch eine Wellendichtung in den Kühler geführt und kann mithilfe eines stufenlos einstellbaren Motors in Rotation versetzt werden. Dieser ganze Aufbau ist höhenverstellbar. Prinzipiell handelt es sich um eine Destillationsapparatur, deren Verdampferkolben um seine Längsachse rotieren kann. Die für die Destillation notwendige Wärme wird über ein Heizbad zugeführt, in das sich der Verdampferkolben mittels der Höhenverstellung eintauchen lässt. Das Heizbad ist meistens mit Wasser, seltener auch mit Öl zwecks Erreichens höherer Arbeitstemperaturen, gefüllt. Es besteht außerdem die Möglichkeit, mittels einer (im Allgemeinen separaten, nicht zum eigentlichen Rotationsverdampfer gehörenden) Pumpe die Apparatur zu evakuieren, d. h. den Innendruck abzusenken. Meist wird der Rotationsverdampfer in Verbindung mit einer Vakuumpumpe benutzt.

## Funktion und Verwendung

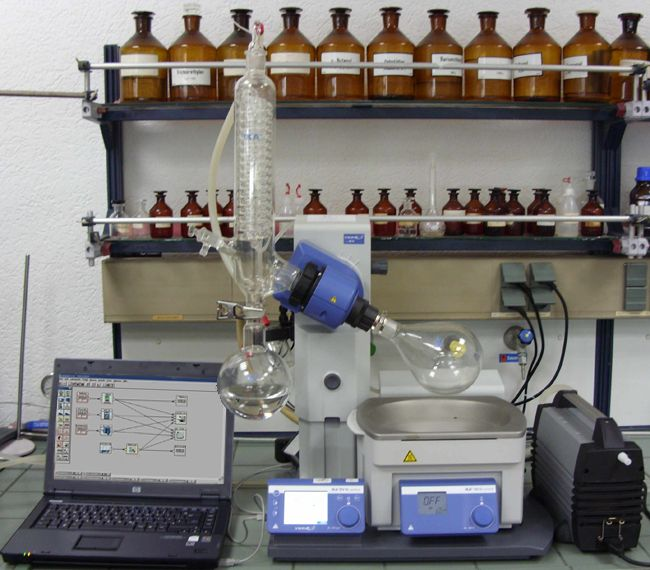
Automatisierter Rotationsverdampfer mit PC-Software (links) und Vakuumpumpe (rechts)

Durch das Erwärmen des Verdampferkolbens im Heizbad verdampft der zu destillierende Stoff (meistens Lösungsmittel), und der Dampf strömt durch das Dampfrohr in den Kühler. Dort schlägt er sich an der Kühlfläche nieder, das Kondensat fließt in den Auffangkolben. Eine Abtrennung von Stoffen wird erreicht, weil sich deren Siedepunkte unterscheiden: Bei einer gegebenen Temperatur verdampfen bestimmte Stoffe, und andere (noch) nicht.
Das Anlegen eines Vakuums an die Apparatur senkt die Siedetemperatur ab, sodass höhersiedende Lösungsmittel bei niedrigerer Temperatur verdampfen können, als dies bei Normaldruck der Fall wäre (siehe auch die untenstehende Tabelle). Diese Temperaturabsenkung ist wichtig, wenn die im Lösungsmittel enthaltene Substanz temperaturempfindlich ist. Die verringerte Siedetemperatur kann eine Zersetzung verhindern. Die Wellendichtung im Gerät dichtet das rotierende Dampfrohr gegen den Atmosphärendruck ab und sorgt für die Aufrechterhaltung des Vakuums im Inneren der Apparatur.
Der Rotationsverdampfer ist gleichwohl nicht auf jedes Trennproblem anwendbar. Liegen die Siedepunkte der Lösungsbestandteile zu nahe beieinander, so gelingt deren Auftrennung nicht. Beispielsweise ist es am Rotationsverdampfer nicht möglich, Gemische aus Methanol und Ethanol sauber zu trennen. Man benötigt hierzu eine fraktionierte Destillation. Auch bei hoch siedenden Lösungsmitteln muss man auf eine Destillation bei vermindertem Druck zurückgreifen, da die erreichbaren Unterdrücke und Temperaturen je nach Apparatur begrenzt sind: Bei Verwendung einer Membranpumpe liegt der niedrigste erreichbare Druck in der Praxis bei ca. 10 mbar, die Heizbadtemperatur ist bei Verwendung eines Ölbades auf 180 °C limitiert.
Es existieren auch vollautomatisierte Rotationsverdampfer. Im Gegensatz zu herkömmlichen Geräten können sie nicht nur Parameter wie Druck, Temperatur und Drehzahl regeln. Sie können auch den Gesamtprozess überwachen und kontrollieren.

## Wirkprinzip
Der prinzipielle Unterschied zwischen einer normalen (Vakuum-)Destillationsapparatur und einem Rotationsverdampfer ist in der Temperaturverteilung im Verdampferkolben zu suchen. Während dessen Inhalt bei einer herkömmlichen Destillation annähernd gleichmäßige Temperatur besitzt, gilt dies nicht für den Rotationsverdampfer.
Bei mäßiger Rotationsgeschwindigkeit erfolgt keine starke Durchmischung der Flüssigkeit, da sich durch die Rotation keine gründliche Verwirbelung des Kolbeninhaltes ergibt, im Unterschied zur Verwendung eines Rührers bei einer klassischen Destillation. Vielmehr strömt die Flüssigkeit laminar an der Kolbenwand entlang. Zwischen beiden wirken Adhäsionskräfte, die bewirken, dass die Flüssigkeit der Bewegung der Kolbenwand folgt; gleichzeitig kann die Flüssigkeit aufgrund ihrer Viskosität nur mit begrenzter Geschwindigkeit ablaufen. Daher wird durch die Rotation ein dünner, gleichmäßiger Flüssigkeitsfilm an der warmen Kolbeninnenwand hochgezogen. (Man veranschauliche sich diese Tatsache durch Drehen eines halb gefüllten, schräggestellten Weinglases um seine Längsachse). Dieser verdampft dort auch schnell, da die zum Verdampfen notwendige Wärme durch die Kolbenwand ins Kolbeninnere geleitet wird und genau dort zur Verfügung steht. Der größte Teil der zugeführten Wärme wird also beim Verdampfen des Flüssigkeitsfilms verbraucht, sodass den Hauptteil des Kolbeninhaltes nur wenig Wärme von außen erreicht. Die Rotationsgeschwindigkeit muss der Viskosität der Lösung angepasst werden. Niedrigviskose Lösungen müssen schneller rotieren als höherviskose.
Gleichwohl findet auch an der waagerechten Oberfläche des Kolbeninhaltes eine Verdampfung statt: Die dafür benötigte Wärme wird der im Kolben stehenden Flüssigkeit entzogen. Diese ist daher insgesamt wesentlich kühler als der Flüssigkeitsfilm. Der effektive Druck im Innern der Apparatur wird jedoch durch den Dampfdruck der siedenden, also der im Flüssigkeitsfilm befindlichen Flüssigkeit bestimmt, deren Temperatur höher ist als die des restlichen Kolbeninhaltes. Daher kann Letzterer nicht sieden; vgl. hierzu auch die Druckabhängigkeit des Siedepunktes.
Die Rotation bewirkt somit zwei Vorteile des Rotationsverdampfers im Vergleich zur klassischen Destillation:
1. Vergrößerung der Oberfläche und daher Steigerung der Verdampfungsgeschwindigkeit sowie
2. Verhinderung von Blasenbildung und Aufwallen der Lösung, da das Verdampfen hauptsächlich aus dem Flüssigkeitsfilm an der Kolbenoberfläche erfolgt.

### Praktische Hinweise
Als Konsequenz der oben gezeigten Prinzipien ergibt sich, dass bei der meist üblichen Anwendung von Unterdruck zuerst ohne Erwärmen des Verdampferkolbens langsam der Druck abgesenkt werden soll, um der einzuengenden Lösung die Möglichkeit zu geben, sich durch die einsetzende Verdampfung abzukühlen. Taucht man anschließend den Kolben ins Heizbad, so verdunstet tatsächlich nur das Lösungsmittel aus dem Flüssigkeitsfilm an der Kolbeninnenwand, und ein Siedeverzug oder unerwünschtes plötzliches Aufschäumen der Lösung wird vermieden.
Aufgrund der sehr unterschiedlichen Temperaturen bei realem Betrieb des Rotationsverdampfers im Verdampferkolben kann die untenstehende Tabelle lediglich Anhaltspunkte für die Auswahl von Arbeitstemperaturen und -unterdrücken bieten. Wenn die Badtemperatur beispielsweise genau so eingestellt wird, dass der Dampfdruck der Flüssigkeit dem (mittels der Vakuumpumpe erzeugten) Druck im Innern der Apparatur entspricht, so kann keine effektive Verdampfung des Flüssigkeitsfilms erfolgen. In der Praxis liegen die am vorteilhaftesten zu verwendenden Arbeitsdrücke stets niedriger, als sich aus der Dampfdrucktabelle ergeben würde. Wird bei einer Destillation kein Vakuum angelegt, wie zum Beispiel bei Diethylether, sollte darauf geachtet werden, dass das Ventil am Rotationsverdampfer geöffnet ist, da es sonst bei nicht ausreichender Kühlung leicht zu einem Überdruck kommen kann.
Um eine optimale Destillation vom Lösungsmittel zu erhalten, wird die Badtemperatur auf 60 °C gestellt. Es soll zwischen den einzelnen Stufen ein Temperaturunterschied von 20 K vorliegen – bei Anwendung der Werte aus der Tabelle hat der Dampf eine Temperatur von 40 °C bei dem eingestellten Druck für das jeweilige Lösungsmittel, das Wasserbad 60 °C und die Kühlflüssigkeit 20 °C. Möglich wäre auch 40 °C/20 °C/0 °C, der Druck kann dann aber nicht aus der Tabelle übernommen werden.
| Lösungsmittel                       | Summenformel | Unterdruck (mbar) für Siedepunkt bei 40 °C |
| ----------------------------------- | ------------ | ------------------------------------------ |
| Aceton                              | C3H6O        | 556                                        |
| Acetonitril                         | C2H3N        | 226                                        |
| 1-Pentanol (Amylalkohol)            | C5H12O       | 11                                         |
| Benzol                              | C6H6         | 236                                        |
| n-Butanol                           | C4H10        | 25                                         |
| tert-Butanol                        | C4H10O       | 130                                        |
| Chlorbenzol                         | C6H5Cl       | 36                                         |
| Chloroform                          | CHCl3        | 474                                        |
| Cyclohexan                          | C6H12        | 235                                        |
| 1,2-Dichlorethan                    | C2H4Cl2      | 210                                        |
| cis-1,2-Dichlorethen                | C2H2Cl2      | 479                                        |
| trans-1,2-Dichlorethen              | C2H2Cl2      | 751                                        |
| Diisopropylether                    | C6H14O       | 375                                        |
| 1,4-Dioxan                          | C4H8O2       | 107                                        |
| Dimethylformamid (DMF)              | C3H7NO       | 11                                         |
| 1,2-Dimethoxyethan                  | C4H10O2      | 295                                        |
| Ethanol                             | C2H6O        | 175                                        |
| Essigsäure                          | C2H4O2       | 44                                         |
| Essigsäureethylester (Ethylacetat)  | C4H8O2       | 240                                        |
| Heptan                              | C7H16        | 120                                        |
| Hexan                               | C6H14        | 335                                        |
| Isopropanol                         | C3H8O        | 137                                        |
| 3-Methyl-1-butanol (Isoamylalkohol) | C5H12O       | 14                                         |
| Butanon (Ethylmethylketon)          | C4H8O        | 243                                        |
| Methanol                            | CH4O         | 337                                        |
| Dichlormethan (Methylenchlorid)     | CH2Cl2       | kein Unterdruck                            |
| Pentan                              | C5H12        | kein Unterdruck                            |
| 1-Propanol                          | C3H8O        | 67                                         |
| Pentachlorethan                     | C2HCl5       | 13                                         |
| 1,1,2,2-Tetrachlorethan             | C2H2Cl4      | 35                                         |
| 1,1,1-Trichlorethan                 | C2H3Cl3      | 300                                        |
| Tetrachlorethen                     | C2Cl4        | 53                                         |
| Tetrachlormethan                    | CCl4         | 271                                        |
| Tetrahydrofuran (THF)               | C4H8O        | 357                                        |
| Toluol                              | C7H8         | 77                                         |
| Trichlorethen                       | C2HCl3       | 183                                        |
| Wasser                              | H2O          | 72                                         |
| Xylol                               | C8H10        | 25                                         |

## Sicherheitshinweise
- Wenn mit Unterdruck gearbeitet wird sind Schutzmaßnahmen gegen Implosion zu treffen. Rotationsverdampfer sollten mit beschichtetem Glassätzen und mit einer Schutzhaube betrieben werden oder in einem geschlossenen Abzug.[8]
- Niedrigsiedende, hochentzündliche Lösemittel wie Diethylether und Kohlenstoffdisulfid sollten nicht mit Hilfe eines Rotationsverdampfers abdestilliert werden, weil die Brandgefahr dann sehr hoch ist. Die Hitze einer schlecht geschmierten Lippendichtung kann ausreichen, um eine Entzündung der Dämpfe zu bewirken.
- Lösungen instabiler Produkte wie Azide oder Peroxide dürfen nicht oder nur bei Einhaltung spezieller Bedingungen mittels Rotationsverdampfer konzentriert werden. Auf keinen Fall darf die Lösung komplett eingedampft werden. Bei Ethern wie Dioxan oder Tetrahydrofuran und vielen anderen Ethern kann es zur Bildung von Etherperoxiden kommen, die in hochkonzentrierter Form zur Explosion neigen.